# Heb-Sed
Con il termine di Heb-Sed ("festa di Sed" o "festa giubilare"), si suole intendere una cerimonia che veniva celebrata dai Re Egizi al compimento del loro trentesimo anno di regno. 

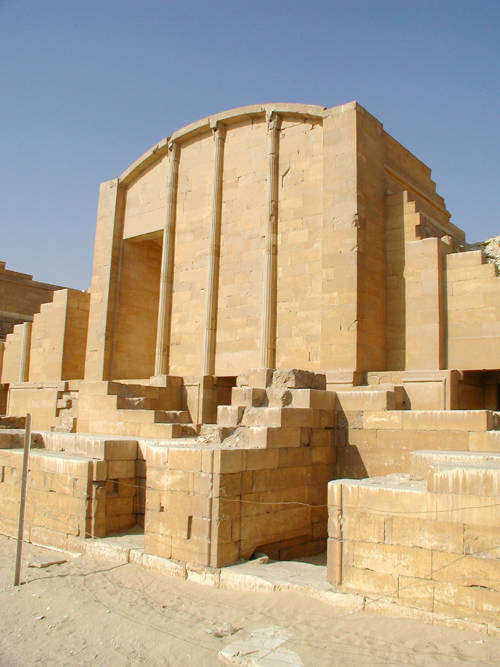
Cappella e cortile della festa sed del sovrano Djoser

Secondo l'ipotesi più discussa, avanzata in origine da Petrie (e forse influenzata dalle nozioni di Frazer sul re del bosco nel suo libro Il ramo d'oro), si ritiene che l'Heb-Sed derivi dall'antichissima usanza, risalente al periodo protodinastico, di mettere a morte il re quando questi, data l'età avanzata, non fosse più stato in grado di difendere il proprio popolo. La cerimonia, perciò, doveva servire al regnante per dimostrare la sua ancor valida vigoria fisica. Nel recinto della piramide a gradoni  di Re Djoser (III Dinastia, a Saqqara) si trovano due strane costruzioni a forma di lettera "B" che si ritiene costituissero una sorta di "mete" tra cui il re doveva eseguire una corsa rituale.
Sempre sulla scia di Petrie, il rito sarebbe consistito anche nel portare il sovrano ad una sorta di catalessi procurata da una pozione di fiori di loto, e dopo aver raggiunto questo stato, il re veniva deposto dai sacerdoti in un sarcofago, ove restava per diversi giorni. Al risveglio risultava in perfetta forma fisica e mentale, sicché il re si "rigenerava" riacquistando il proprio vigore; successivamente, la festa veniva ripetuta con cadenza non periodica.

Benché non certo, lo sviluppo effettivo della cerimonia durava circa due mesi ed era suddivisa in tre fasi: nella prima veniva ripetuto il cerimoniale di incoronazione; nella seconda aveva ampio ruolo la famiglia del sovrano; nella terza veniva eretto il pilastro djed 
| R11 |

 simbolo di eternità.
Alcuni sovrani celebrarono la Heb Sed varie volte, ed anche prima dei trent'anni di regno.